# 吉井精三郎
吉井 精三郎（よしい せいざぶろう、1917年3月9日 - 1947年9月）は、日本の元バスケットボール選手である。

## 経歴
新潟県立新潟商業学校（現在の新潟県立新潟商業高等学校）に学び、強豪の籠球部（バスケットボール部）に所属した。
全日本の一員として1936年ベルリンオリンピックに出場した。
1964年東京オリンピックバスケットボール日本代表監督の吉井四郎は2歳下の弟。